# Kunstsammlung der Universität Göttingen

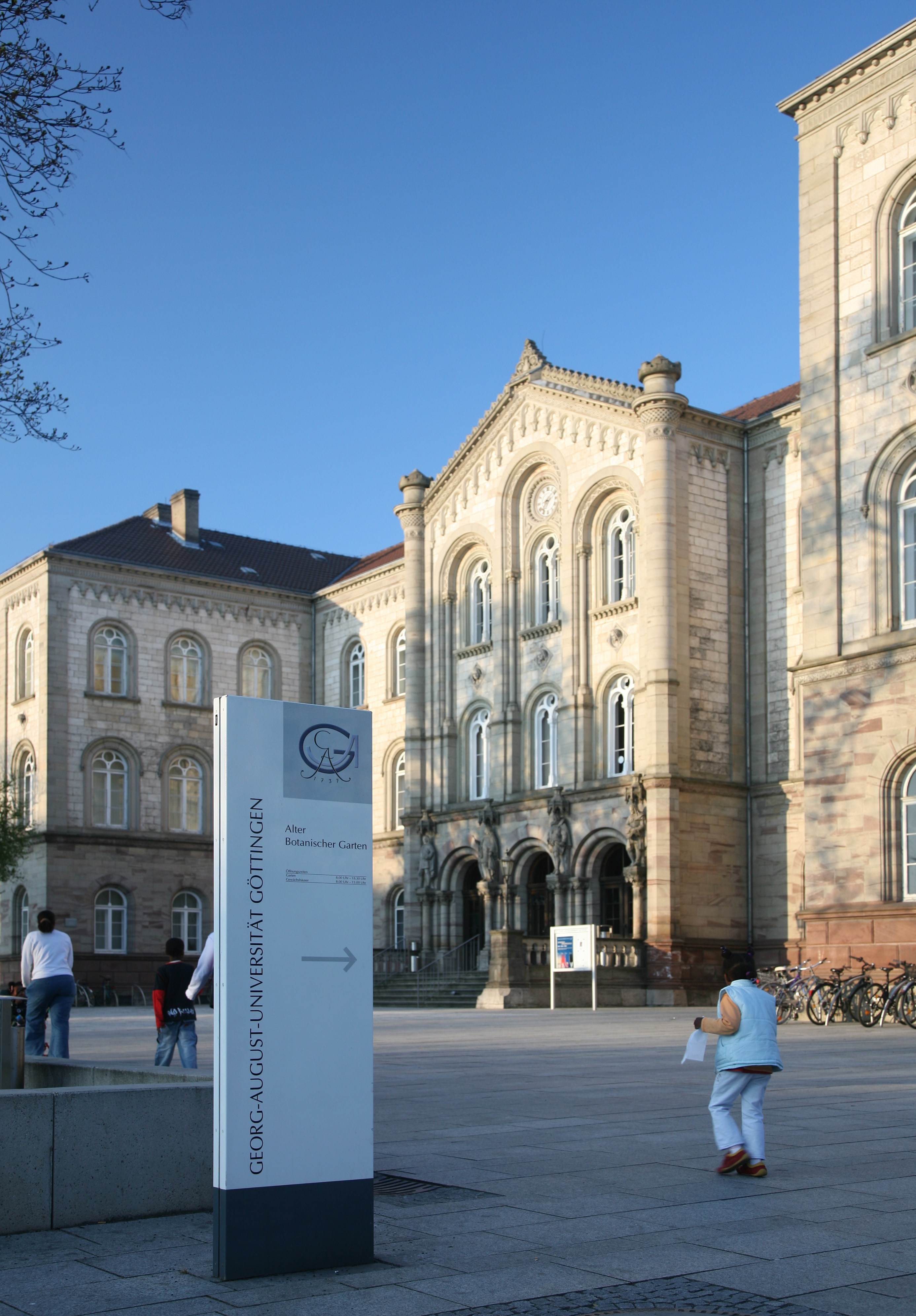
Kunstsammlung der Universität Göttingen im Auditorium

Die Kunstsammlung der Universität Göttingen am Seminar für Kunstgeschichte der Universität Göttingen ist eine Sammlung von Gemälden, Grafiken und Skulpturen. 

## Geschichte der Sammlung
Die Sammlung ging zu großen Teilen aus zwei Stiftungen des 18. Jahrhunderts hervor: 1769 starb Johann Friedrich Armand von Uffenbach und vermachte der Universität Göttingen seine Sammlung von Zeichnungen und Druckgrafik. 1796 kamen mehr als 270 vorwiegend niederländische Gemälde aus dem Erbe von Johann Wilhelm Zschorn in den Besitz der Universität Göttingen.
Seit 1987 sind die Gemälde im Auditorium (Weender Landstraße 2) untergebracht, die Grafiken im Seminar für Kunstgeschichte im Nikolausberger Weg 15.
Am 15. April 2011 wurde die Sammlung nach Renovierungsarbeiten, die von Anfang 2008 andauerten, wieder öffentlich zugänglich gemacht. Aufgrund der Umbaumaßnahmen wurden die Werke ausgelagert, jedoch nicht vollständig der Öffentlichkeit entzogen: Jeden ersten Sonntag des Monats wird ein Werk der Sammlung in der Vortragsreihe Kunstwerk des Monats näher erläutert und thematisiert. Die wiedereröffnete Sammlung präsentiert sich auf 500 Quadratmetern in einer Dauerausstellung. Neben der Vergrößerung des Ausstellungsraumes und Anwendung von farbigen Trennwänden werden auch viele Werke aus dem Depot gezeigt, die noch nie der Öffentlichkeit zugänglich gemacht wurden.
Neben der hauseigenen Dauerausstellung werden Sonderausstellungen organisiert sowie kleinere Projekte und Vorträge gehalten.
Das 1973 gestohlene Gemälde "Kreuztragung Christi" aus der Werkstatt von Jan Brueghel dem Älteren konnte 2019 nach 46 Jahren in die Kunstsammlung zurückgeführt werden.

## Sammlung

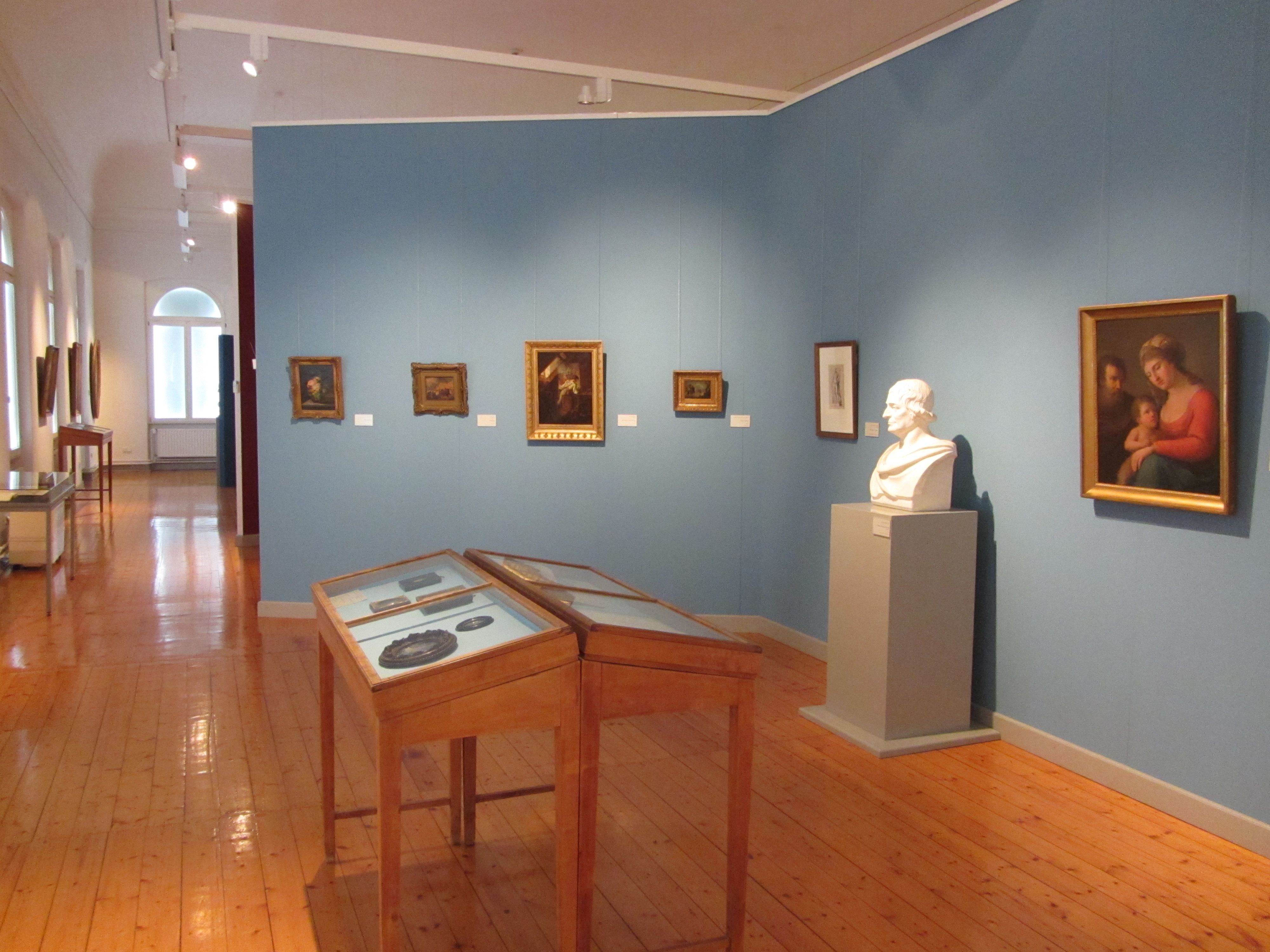
Blick in die Sammlung (2013)

Ihr Bestand umfasst etwa 350 Gemälde, 2.500 Zeichnungen, 20.000 Druckgrafiken, 15.000 Photographien und um die 300 Skulpturen. Hinzu kommen rund 150 Werke von internationalen Videokünstlern.
Zu den vertretenen Künstlern gehören u. a. Albrecht Dürer, Sandro Botticelli, Rembrandt van Rijn, Hendrick Goltzius, Hans von Aachen, Lorenzo di Credi, Jan van Goyen und Francisco de Goya, sowie Lovis Corinth, Emil Nolde, Max Beckmann, Max Pechstein und Paula Modersohn-Becker. Auf dem Sammlungsportal der Universität Göttingen sind Teile der Sammlung online abrufbar.

## Ausstellungsverzeichnis
- Werk | Prozesse. Italienische Handzeichnungen des 15. bis 18. Jahrhunderts. 16. April bis 20. August 2023.[9]
- Vorsicht! Glas! Perspektiven auf ein (un)sichtbares Material. 20. Oktober bis 11. Dezember 2022.[10]
- Aller Künste Wissenschaft. Die Sammlung des Johann Friedrich von Uffenbach (1687–1769) 6. November 2021 bis 13. Februar 2022, 16. April bis 17. Juli 2022.[11]
- Verwandlung der Welt. Meisterblätter von Hendrick Goltzius. 31. Oktober 2020 bis 21. März 2021.[12]
- Quellen der Inspiration / Fonti d’Ispirazione. Deutsche Künstlerbibliotheken in Rom 1795–1915 / Biblioteche degli artisti tedeschi a Roma 1795–1915. 28. Februar bis 20. September 2020 (Ausstellungsort: Casa di Goethe, Rom).[13]
- »In einem glücklichen Augenblick erfunden« Deutsche Zeichnungen von Tischbein bis Corinth. 30. März 2019 bis 28. Februar 2021.[14]
- Präparierte Natur. Was wissenschaftliche Objekte verbergen. 7. Oktober 2018 – 31. März 2019.[15]
- Alfred Pohl zum 90. Geburtstag – Don Quijote. 2. September 2018 bis 2. Februar 2019.[16]
- Face the Fact – Wissenschaftlichkeit in Portraits. 27. September 2018 bis 3. März 2019.[17]
- Mutter Erde. Vorstellungen von Natur und Weiblichkeit in der Frühen Neuzeit. 22. Oktober 2017 bis 2. September 2018.[18]
- Italiener in Göttingen. Gemälde aus der Kunstsammlung der Universität. 2. April 2017 bis 2. September 2018.[19]
- Das unschuldige Auge. Orientbilder in der frühen Fotografie (1839–1911). 23. April bis 17. September 2017.[20]
- Screenings am Sonntag. Videokunst in der Kunstsammlung der Universität Göttingen. 2. Oktober 2016 bis 5. Februar 2017.[21]
- COPY.RIGHT. Adam von Bartsch. Kunst | Kommerz | Kennerschaft. 17. April bis 11. September 2016.[22]
- Gilly · Weinbrenner · Schinkel. Baukunst auf Papier zwischen Gotik und Klassizismus. 13. November 2015 bis 18. September 2016.[23]
- Im Profil – Göttinger Köpfe. Ausstellung von Silhouetten. 1. November 2015 bis 3. April 2016.[24]
- Schönheit. Macht. Mutterschaft. Frauenbilder von Botticelli bis Niki de Saint Phalle. 14. Mai bis 1. November 2015.[25]
- Sterbliche Götter. Raffael und Dürer in der Kunst der deutschen Romantik. 19. April bis 27. September 2015.[26]
- Die Englische Manier. Mezzotinto als Medium druckgrafischer Reproduktion und Innovation. 27. April 2014 bis 1. März 2015.[27]
- abgekupfert. Roms Antiken in den Reproduktionsmedien der Frühen Neuzeit. 27. Oktober 2013 bis 16. Februar 2014.[28]
- Vor den Gemälden: Eduard Bendemann zeichnet. 28. Oktober bis 1. September 2013.[29]
- Akademische Strenge und künstlerische Freiheit. 22. April bis 9. September 2012.[30]
- Josefh Delleg. „hommage à John Cage“. 30. Mai bis 3. Juli 2012.[31]
- Mieke Bal. A Long History of Madness. 24. Mai bis 25. Mai 2012.[32]
- Wiedereröffnung der Dauerausstellung. 15. April 2011.[33]
- Tom Drake Bennett. Neuer Blick auf alte Meister. 29. Oktober bis 28. November 2010.[34]